# (+)-sabinolo deidrogenasi
La (+)-sabinolo deidrogenasi è un enzima appartenente alla classe delle ossidoreduttasi, che catalizza la seguente reazione:
(+)-cis-sabinolo + NAD+ ⇄ (+)-sabinone + NADH + H+
L'enzima utilizza anche il NADP+, però la sua attività è minore. È coinvolto nella biosintesi del (+)-3-tuione e (-)-3-isotuione.